# Nassella glabripoda
Nassella glabripoda är en gräsart som beskrevs av Maria Amelia Torres. Nassella glabripoda ingår i släktet nassellor, och familjen gräs. Inga underarter finns listade i Catalogue of Life.